# Карповская, Полина Ивановна
Карповская Полина Ивановна (в девичестве — Игошина; 19 августа 1923, Пенза, РСФСР— 25 июня 2005) — советская и латвийская актриса. Заслуженная артистка Латвийской ССР (1966).

## Биография
Полина Игошина родилась 19 августа 1923 года в городе Пенза.
Окончила Пензинскую среднюю школу, Высшее театральное училище имени Б. В. Щукина в Москве (1948).
Актриса Рижского театра русской драмы (1949—1956), Государственного театра юного зрителя Латвийской ССР (1957—1989).
Замужем за журналистом Николаем Карповским.

## Признание и награды
- 1966 — Заслуженная артистка Латвийской ССР[2]

## Творчество

### Роли в театре

#### Рижский театр русской драмы
- 1949 — «Дворянское гнездо» по роману И. С. Тургенева — Лиза
- 1949 — «Двадцать лет спустя» Михаил Светлов — Валя
- 1950 — «С любовью не шутят» Педро Кальдерона — Беатрис
- 1950 — «Слово женщинам» Элины Залите — Инна
- 1951 — «Ревизор» Н. В. Гоголя — Марья Антоновна
- 1955 — «В огне» Рудольфа Блауманиса (повторная редакция) — Кристина
- 1956 — «Шестой этаж» А. Жери — Жермена

#### Государственный театр юного зрителя Латвийской ССР
- 1957 — «В поисках радости» Виктора Розова — Леночка
- 1959 — «На улице Уитмена» Мэксин Вуд[англ.] — Оури Андерсен
- 1959 — «Друг мой Колька» Александра Хмелика — Анна Николаевна Новикова — председатель родительского комитета
- 1959 — «Чёртова мельница» Исидора Штока по пьесе Яна Дрды — Кача, служанка Дисперанды
- 1960 — «Кукла Надя» Вадима Коростылёва — Злая волшебница Пустота
- 1960 — «Приключения Тома Сойера» Марка Твена — Миссис Тэтчер
- 1961 — «Третье желание» В.Блажека — Вера
- 1962 — «Крышу для Матуфля» Ив Жамиака — Мария, жена Матуфля
- 1962 — «Сотворившая чудо» Уильяма Гибсона — Тётушка Ив
- 1963 — «Перед ужином» Виктора Розова — Мария Ивановна
- 1964 — «Двадцать лет спустя» Михаила Светлова — Берта Кузминична
- 1964 — «Оловянные кольца» Тамары Габбе — Януария — королева Фазании и Павлинии
- 1964 — «Тень» Евгения Шварца — Вторая женщина
- 1965 — «На всякого мудреца довольно простоты» А. Н. Островского — Мамаева
- 1965 — «Гусиное перо» Семёна Лунгина — учитель Василиса Фёдоровна
- 1966 — «Варшавский набат» Вадима Коростылёва Режиссёр: Н. М. Шейко — Первая женщина
- 1967 — «Первый день» Владимира Маяковского — «театральная импровизация»
- 1968 — «Обыкновенная история» по роману Ивана Гончарова Виктора Розова — Марья Михайловна Любецкая, опытная женщина
- 1969 — «Принц и нищий» по роману Марка Твена — Женщина, которая будто бы вызвала бурю
- 1970 — «Девочка и апрель» Тамары Ян — Варвара — старшая; Анна Петровна
- 1972 — «Валентин и Валентина» Михаила Рощина — Мать Валентины
- 1973 — «Брат Алёша» по роману Фёдора Достоевского Виктора Розова — Баба
- 1973 — «Ситуация» Виктора Розова — Пелагея Лескова
- 1974 — «Разные напевы» З.Халафяна — Сатен
- 1976 — «Ночь после выпуска» Владимира Тендрякова — Зоя Владимировна
- 1976 — «Нина» Андрея Кутерницкого — Надежда Филипповна
- 1978 — «Остановите Малахова!» Валерия Аграновского — Шеповалова
- 1979 — «История одного покушения» Семёна Лунгина и Ильи Нусинова — Бабка Купчика
- 1982 — «Леший» А. П. Чехова — Войницкая
- 1984 — «Снежная королева» по пьесе Евгения Шварца — бабушка Герды и Кея
- 1985 — «Том Сойер» по роману Марка Твена — Вдова Дуглас
- 1986 — «Гекльберри Финн» по роману Марка Твена — Салли